# Burganes de Valverde
Burganes de Valverde è un comune spagnolo di 867 abitanti situato nella comunità autonoma di Castiglia e León.